# Egon Svensson
Egon Svensson (* 17. November 1913 in Malmö; † 12. Juni 1995 ebenda) war ein schwedischer Ringer. Er gewann eine Silbermedaille bei den Olympischen Spielen 1936 in Berlin.

## Werdegang
Egon Svensson wuchs in Mittelschweden auf und begann als Jugendlicher mit dem Ringen. Er schloss sich bald dem Ringerclub IK „Sparta“ Malmö an und entwickelte sich zu einem der besten schwedischen Ringer im griechisch-römischen Stil in den leichten Gewichtsklassen. Er begann als Bantamgewichtler, wuchs aber im Laufe der Zeit in das Federgewicht hinein.
1935 wurde Svensson erstmals schwedischer Meister im Bantamgewicht im griechisch-römischen Stil und setzte sich auch 1936 in der schwedischen Olympiaausscheidung für die Spiele in Berlin im Bantamgewicht durch. Bei den Olympischen Spielen selbst zeigte er gute Leistungen. Er gewann drei Kämpfe und verlor gegen den Olympiasieger von 1932 im Bantamgewicht Jakob Brendel aus Deutschland und Márton Lőrincz aus Ungarn. Er hatte aber insofern Glück, als Jakob Brendel eine überraschende und unverdiente Niederlage gegen den Tschechen Ferdinand Hýža zudiktiert wurde, die sein Ausscheiden bewirkte, wodurch Svensson die Silbermedaille gewann.
1937 kam Egon Svensson bei der Europameisterschaft im griechisch-römischen Stil in Paris im Bantamgewicht ebenfalls auf den 2. Platz. Nach fünf überzeugenden Siegen unterlag er dabei im Finale gegen Väinö Perttunen aus Finnland. Auch 1938 erreichte er bei der Europameisterschaft im griechisch-römischen Stil in Tallinn den 2. Platz. Er war in das Federgewicht gewechselt und unterlag nur dem schier unbesiegbaren Kustaa Pihlajamäki aus Finnland.
Bei der letzten großen internationalen Ringer-Veranstaltung vor dem Ausbruch des Zweiten Weltkrieges, der Europameisterschaft 1939 in Oslo kam Egon nur auf den 4. Platz. Er verlor wieder gegen Kustaa Pihlajamäki und musste auch gegen Ferdinand Schmitz aus Deutschland eine Niederlage einstecken. Kurz vor diesen Europameisterschaften hatte Egon in Stockholm in einem Doppel-Länderkampf gegen Deutschland noch gegen Ferdinand Schmitz und den Mülheimer Willi Möchel gewonnen.
Mit dem Ausbruch des Zweiten Weltkrieges 1939 endeten auch die internationalen Meisterschaften. Nach dem Kriegsende wurde Egon nicht mehr aktiv, obwohl er erst 31 Jahre alt war.

## Internationale Meisterschaften
(OS = Olympische Spiele, EM = Europameisterschaft, Ba = Bantamgewicht, Fe = Federgewicht, damals bis 56 kg und 61 kg Körpergewicht)
- 1936, Silbermedaille, OS in Berlin, GR, Ba, mit Siegen über Franz Christen, Schweiz, Ivar Stokke, Norwegen und Antoni Rokita, Polen und Niederlagen gegen Jakob Brendel, Deutschland und Márton Lőrincz, Ungarn;
- 1937, 2. Platz, EM in Paris, GR, Ba, mit Siegen über Dimitrios Salis, Griechenland, Eigil Johansen, Dänemark, Antonín Nič, Tschechoslowakei, Imrei, Ungarn und Josif Tojar, Rumänien und einer Niederlage gegen Väinö Perttunen, Finnland;
- 1938, 2. Platz, EM in Tallinn, GR, Fe, mit Siegen über Robert Voigt, Dänemark, Egil Solsvik, Norwegen und Marian Swietoslawski, Polen und einer Niederlage gegen Kustaa Pihlajamäki, Finnland;
- 1939, 4. Platz, EM in Oslo, GR, Fe, mit Siegen über Krisjanis Kundzins, Lettland und Denis Perret, Schweiz und Niederlagen gegen Ferdinand Schmitz, Deutschland und Kustaa Pihlajamäki

## Schwedische Meisterschaften
Egon Svensson wurde 1935 schwedischer Meister im Bantamgewicht und 1938 im Federgewicht, jeweils im griechisch-römischen Stil.